# Кабалудське сільське поселення
Кабалу́дське сільське поселення — муніципальне утворення в складі Кезького району Удмуртії, Росія. Адміністративний центр та єдиний населений пункт — село Кабалуд.
Населення — 401 особа (2018; 453 у 2015, 520 в 2012, 538 в 2010, 694 у 2002).
До 2006 року існувала Кабалудська сільська рада.
В поселенні діють середня школа, дитячий садок № 6 «Рябінушка», бібліотека, клуб, ФАП. Серед промислових підприємств працює ТОВ «Берізка», ЛПК «Шолья».